# Mona Brorsson
Mona Brorsson (Järnskog, 28 maart 1990) is een Zweeds voormalig biatlete. Ze vertegenwoordigde haar land op de Olympische Winterspelen 2018 in Pyeongchang en de Olympische Winterspelen 2022 in Peking.

## Carrière
Brorsson maakte haar wereldbeker debuut in het seizoen 2012/2013 ze scoorde dat seizoen geen punten. In het volgende seizoen eindigde ze als 102e in het algemene klassement. Ze verbeterde zich de volgende seizoen met achtereenvolgens een 62e en 37e plaats. In 2016/2017 en 2017/2018 werd ze 42e en 41e alvorens opnieuw zich te verbeteren het volgende seizoen met een 19e plaats. In het seizoen 2019/20 werd ze 20e en het seizoen erop 28e. Tijdens het seizoen 2021/2022 behaalde Brorsson haar eerste podiumplaats op wereldbeker niveau, ze behaalde de derde plaats in de 15 km individueel op 21 januari 2021 in Antholz. 
Brorsson werd in 2014 Europees kampioen in de achtervolging in Nové Město na Moravě. In 2019 won ze Europese tittels op de sprint en de gemengde estafette in Minsk met Emma Nilsson, Sebastian Samuelsson en Martin Ponsiluoma. 
Ze nam in 2015 voor de eerste keer deel aan de wereldkampioenschappen ze behaalde als beste resultaat een 8e plaats op de estafette. Het volgende jaar in 2016 wist ze een zesde plaats te halen op het onderdeel sprint. In 2017 was haar beste resultaat een zesde plaats op de estafette. In 2019 kende ze haar beste jaar met een zilveren medaille op de estafette, een zesde plaats individueel, een vijfde plaats op de sprint, een zevende plaats op de achtervolging en een veertiende plaats op de massastart. Op het wereldkampioenschap 2020 was haar beste resultaat een vijfde plaats op de estafette.
Ze maakte haar debuut op de Olympische Winterspelen 2018 in Pyeongchang waar ze een zilveren medaille te winnen op het onderdeel estafette samen met de Zweedse ploeg bestaande uit Linn Persson, Anna Magnusson en Hanna Öberg. In 2022 nam ze opnieuw deel aan de Spelen in Peking en wist ze zich met  Linn Persson, Hanna Öberg en Elvira Öberg tot Olympisch kampioene te tronen op de estafette.
Aan het einde van seizoen 2023-2024 maakte ze bekend dat dit haar laatste seizoen was geweest.

## Resultaten

### Olympische Winterspelen
| Jaar | Plaats      | Onderdeel   | Onderdeel | Onderdeel     | Onderdeel  | Onderdeel | Onderdeel          |
| Jaar | Plaats      | Individueel | Sprint    | Achtervolging | Massastart | Estafette | Gemengde estafette |
| ---- | ----------- | ----------- | --------- | ------------- | ---------- | --------- | ------------------ |
| 2018 | Pyeongchang | 14e         | 27e       | 10e           | 13e        | ↑         | 11e                |
| 2022 | Peking      | 12e         | –         | –             | 21e        | ↑         | –                  |

### Wereldkampioenschappen
| Jaar | Plaats      | Onderdeel   | Onderdeel | Onderdeel     | Onderdeel  | Onderdeel | Onderdeel          | Onderdeel                 |
| Jaar | Plaats      | Individueel | Sprint    | Achtervolging | Massastart | Estafette | Gemengde estafette | Single gemengde estafette |
| ---- | ----------- | ----------- | --------- | ------------- | ---------- | --------- | ------------------ | ------------------------- |
| 2015 | Kontiolahti | 23e         | 28e       | 38e           | –          | 8e        | 16e                |                           |
| 2016 | Oslo        | 29e         | 6e        | 39e           | 28e        | 10e       | 12e                |                           |
| 2017 | Hochfilzen  | 44e         | 56e       | 46e           | –          | 6e        | –                  |                           |
| 2019 | Östersund   | 6e          | 5e        | 7e            | 14e        | Zilver    | –                  | –                         |
| 2020 | Antholz     | 18e         | 33e       | 29e           | –          | 5e        | –                  | –                         |
| 2021 | Pokljuka    | –           | 58e       | 53e           | –          | –         | –                  | –                         |
| 2023 | Oberhof     | 19e         | 22e       | 15e           | 21e        | –         | –                  | –                         |

### Wereldbeker
Eindklasseringen
| Seizoen   | Algemeen | Individueel | Sprint | Achtervolging | Massastart |
| --------- | -------- | ----------- | ------ | ------------- | ---------- |
| 2012/2013 | –        | –           | –      | –             | –          |
| 2013/2014 | 102e     | 59e         | –      | –             | –          |
| 2014/2015 | 62e      | 37e         | 73e    | 59e           | –          |
| 2015/2016 | 37e      | 32e         | 43e    | 31e           | 50e        |
| 2016/2017 | 42e      | 31e         | 41e    | 40e           | –          |
| 2017/2018 | 41e      | 13e         | 49e    | 39e           | –          |
| 2018/2019 | 19e      | 30e         | 21e    | 23e           | 8e         |
| 2019/2020 | 20e      | 19e         | 30e    | 13e           | 23e        |
| 2020/2021 | 28e      | 36e         | 25e    | 42e           | 16e        |
| 2021/2022 | 16e      | 4e          | 18e    | 18e           | 23e        |
| 2022/2023 | 45e      | 66e         | 42e    | 51e           | 33e        |

Wereldbekerzeges
| Nr.        | Datum           | Plaats               | Onderdeel          |
| Estafettes | Estafettes      | Estafettes           | Estafettes         |
| ---------- | --------------- | -------------------- | ------------------ |
| 1.         | 5 december 2020 | Kontiolahti          | 4 x 6 km estafette |
| 2.         | 4 maart 2021    | Nové Město na Moravě | 4 x 6 km estafette |

1992: Niogret, Claudel, Briand ·
1994: Talanova, Snytina, Noskova, Reztsova ·
1998: Disl, Zellner, Apel, Schaaf ·
2002: Apel, Disl, Henkel, Wilhelm ·
2006: Bogali, Isjmoeratova, Zajtseva, Achatova ·
2010: Sleptsova, Bogali, Zajtseva, Medvedtseva · 
2014: Semerenko, Dzjyma, Semerenko, Pidhroesjna · 
2018: Skardino, Krjoeko, Alimbekava, Domratsjeva · 
2022: Persson, Brorsson, H. Öberg, E. Öberg